# Język pannei
Język pannei – język austronezyjski używany w prowincji Celebes Zachodni w Indonezji (kecamatan Wonomulyo, kabupaten Polewali Mandar). Według danych z 1983 roku posługuje się nim 9000 osób. 
Wyróżnia się dwa dialekty: tapango, bulo.
Nie wykształcił piśmiennictwa.